# Zygiella atrica
Zygiella atrica es una especie de araña araneomorfa de la familia Phonognathidae. Como otras especies de Zygiella, hace  telarañas con dos sectores vacíos, y una treta señalada en el centro, mejorando su ocultamiento a la presa, mientras los jóvenes hacen una red completa.
A diferencia de Z. x-notata, esta araña se halla fuera de los hogares, sobre huecos, sitios rocosos. Es también más parda.